# Emilia Clarke
Emilia Isobel Euphemia Rose Clarke (Londres, Inglaterra, 23 de octubre de 1986) es una actriz británica, reconocida principalmente por su papel como Daenerys Targaryen en la serie de fantasía de HBO Game of Thrones (2011-2019), por la cual recibió nominaciones a cuatro Premios Primetime Emmy. También es conocida por interpretar a Sarah Connor en Terminator Génesis (2015), una producción de ciencia ficción, y a Qi'ra en Han Solo: una historia de Star Wars (2018), además de protagonizar los dramas románticos Me Before You (2016) y Last Christmas (2019).
Clarke estudió en el Drama Centre London y participó en numerosas producciones teatrales. A los 22 años, participó por primera vez en televisión con un papel especial en la telenovela médica de BBC One Doctors en 2009. En Broadway, interpretó a Holly Golightly en la obra Breakfast at Tiffany's (2013) y a Nina en una producción del West End de The Seagull, interrumpida por los confinamientos por COVID-19. Además, tuvo un papel como G'iah en la miniserie del Universo cinematográfico de Marvel Invasión secreta (2023). La crítica ha elogiado su interpretación de Daenerys Targaryen. Matthew Gilbert, de The Boston Globe, destacó cómo Clarke cautivaba al público a pesar de las limitaciones emocionales del personaje, marcado por su determinación. Emily VanDerWerff, de The A.V. Club, resaltó la dificultad de trasladar la evolución de Daenerys de los libros a la pantalla, y afirmó que Clarke «superó todas las expectativas». 
En 2015, Esquire la nombró «Mujer más sexy del mundo» y recibió el premio a la «Mujer del año» de GQ. Fue incluida en la lista de las «100 Mujeres más sexys del mundo» de FHM en 2015, 2016 y 2017, y en 2017 apareció entre las «Mejores Vestidas» de Glamour. En 2023, ganó el premio a «Actriz del año» en los premios Women of the Year de Harper’s Bazaar.
Clarke apoya diversas causas benéficas. Participó en la iniciativa Time's Up, enfocada en denunciar el acoso y la discriminación de género en el ámbito laboral. En 2019, tras compartir su experiencia con aneurismas cerebrales, fundó SameYou, una organización que mejora el acceso a la neurorrehabilitación para jóvenes con lesiones cerebrales o accidentes cerebrovasculares. En 2024, ella y su madre, Jennifer Clarke, recibieron la distinción de Miembros de la Orden del Imperio Británico (MBE) por su trabajo con SameYou. La ceremonia de entrega de la insignia fue presidida por el príncipe Guillermo de Gales el 21 de febrero de 2024 en el Castillo de Windsor.

## Biografía

### Primeros años
Emilia Isobel Euphemia Rose Clarke nació el 23 de octubre de 1986 en Londres y creció en Oxfordshire. Su padre, Peter Roderick Clarke, originario de Wolverhampton, trabajó como ingeniero de sonido teatral, mientras que su madre, Jennifer Susan Dodd Clarke, se desempeñó como empresaria y ocupó el cargo de vicepresidenta de mercadotecnia en una consultora de gestión global. También dirigió The Anima Foundation, una organización benéfica que apoya a jóvenes en Ghana. Emilia tiene un hermano mayor, Bennett, quien trabaja en la industria del entretenimiento y participó en el departamento de cámaras de Game of Thrones.
Por parte materna, Clarke tiene ascendencia india. Su abuela nació de una relación secreta entre su bisabuela y un hombre de la India colonial. Para disimular el tono de piel que heredó de su padre, su abuela usaba maquillaje claro, lo que dejó una huella importante en Clarke. La actriz reconoce en esta historia familiar un legado de fortaleza y considera la herencia india una parte esencial de su identidad. A los dieciséis años, viajó a la India para esparcir las cenizas de su abuela, quien siempre mostró un profundo amor por ese país.

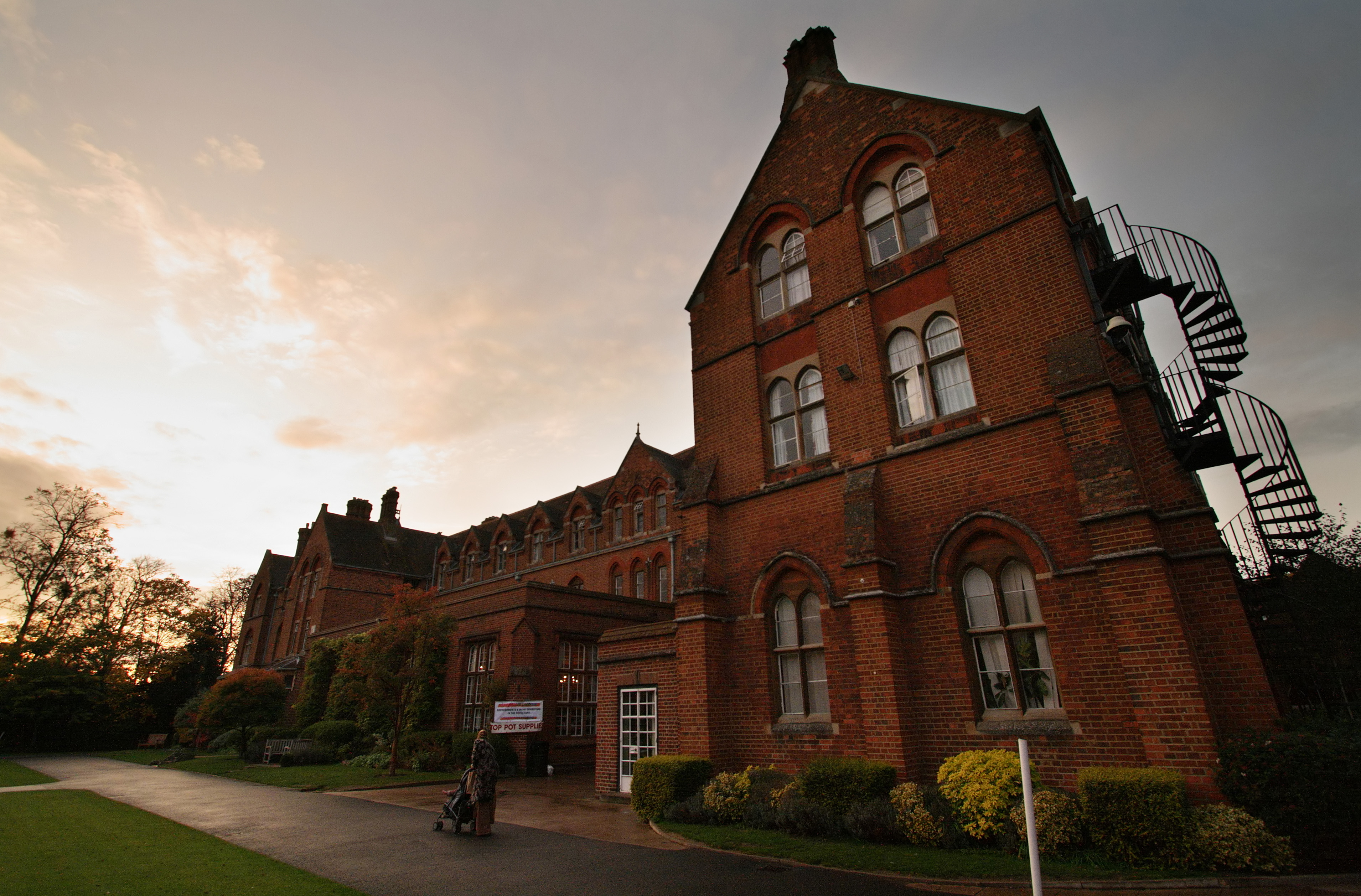
St Edward's School Oxford, a la que Clarke asistió.

Su interés por la actuación surgió a los tres años al asistir a una producción del musical Show Boat. A los diez, su padre la llevó a una audición para La chica del adiós en el West End. Estudió en Rye St Antony School, en Headington, y en St Edward's School, Oxford, donde completó su formación en 2005. En una entrevista, Clarke comentó que nunca se sintió parte del entorno conservador de estos internados y, junto con algunas amigas, percibió una sensación de exclusión.
Tras graduarse, intentó ingresar sin éxito a la Real Academia de Arte Dramático, la London Academy of Music and Dramatic Art y la Guildhall School of Music and Drama. Antes de inscribirse en el Drama Centre London, donde se graduó en 2009, trabajó y realizó varios viajes, experiencias que enriquecieron su «profesionalismo en la actuación», según Clarke.

### Carrera

#### 2000–2010: Inicios interpretativos
Clarke inició su carrera actoral con producciones teatrales durante su etapa escolar, donde actuó en Noche de reyes y West Side Story. Tras un año sabático, ingresó en el Drama Centre London y participó en la obra Sense, una coproducción de la compañía teatral Company of Angels.
Uno de sus primeros trabajos en el cine fue el cortometraje estudiantil Drop the Dog, producido por la Universidad de Londres. Se graduó en 2009 y alternó diversos empleos fuera del ámbito artístico mientras buscaba oportunidades en la actuación. Durante ese periodo, actuó en dos anuncios de la organización benéfica Samaritans como víctima de abuso doméstico. Su debut televisivo ocurrió con una breve aparición en la telenovela británica Doctors.Posteriormente, interpretó a Savannah en la película para televisión Triassic Attack, que se estrenó en noviembre de 2010 en el canal Syfy de Estados Unidos. Aunque recibió críticas negativas, una revista especializada la destacó como una «Estrella del Mañana del Reino Unido».

#### 2011–2019: Consolidación en la industria
Clarke asumió en 2010 el papel de Daenerys Targaryen en la serie de fantasía Game of Thrones de HBO, basada en la saga literaria Canción de hielo y fuego del escritor George R. R. Martin. Daenerys, una de las últimas integrantes de la Casa Targaryen, desciende de una dinastía que gobernó Westeros durante casi tres siglos antes de su caída.Inicialmente, la actriz Tamzin Merchant había obtenido el papel; Clarke lo asumió tras la regrabación del episodio piloto a principios de ese año. La serie se emitió desde abril de 2011 hasta mayo de 2019, contando con la participación de la actriz a lo largo de sus ocho temporadas.
La crítica elogió su interpretación. Matthew Gilbert, de The Boston Globe, destacó cómo cautivaba al público incluso con las limitaciones emocionales del personaje, marcado por una férrea determinación. Emily VanDerWerff, de The A.V. Club, resaltó la complejidad de trasladar la evolución de Daenerys de los libros a la pantalla y afirmó que Clarke «supera todas las expectativas».
La actriz afirmó que interpretar a Daenerys le permitió alejarse de los «típicos papeles de época» asignados a actrices británicas jóvenes. En 2017, se posicionó entre las actrices mejor pagadas de la televisión, con ingresos de 1.2 a 2 millones de libras esterlinas por episodio. En 2019, confesó que, al inicio de la serie y con solo 23 años, experimentó incomodidad al actuar desnuda en un gran set, aunque luego aprendió a negociar esos aspectos. Su desempeño le valió múltiples nominaciones y premios, entre ellos tres al Primetime Emmy como «Mejor actriz de reparto en una serie dramática» en 2013, 2015 y 2016. En 2019, recibió su primera nominación como «Mejor actriz principal en una serie dramática».
Además de la serie, aportó su voz e imagen al videojuego inspirado en Game of Thrones de 2014. También hizo una aparición especial durante el monólogo del actor Kit Harington en Saturday Night Live en abril de 2019. Ese mismo año, en una entrevista con la cadena NPR, declaró: «Si me encasillan como la madre de dragones, podría ser peor. Es algo realmente maravilloso». En 2021, en una entrevista concedida a NME, afirmó en retrospectiva que modificaría el desenlace de su personaje.

#### 2012–2021: Papeles variados, películas de franquicia y publicaciones
Clarke debutó en el cine en 2012 con el cortometraje Shackled, incluido en 2020 en la serie antológica de terror Murder Manual de Prime Video. Ese mismo año, protagonizó junto con Elliott Tittensor la comedia Spike Island, sobre un grupo de amigos que intenta llegar al concierto de The Stone Roses en 1990. Inicialmente distribuida solo en el Reino Unido, la película llegó a América del Norte en marzo de 2015 gracias a la distribuidora Level 33 Entertainment. Entre marzo y abril de 2013, interpretó a Holly Golightly en la adaptación teatral de Breakfast at Tiffany's en Broadway, con una escena de desnudo. La producción y su actuación recibieron críticas mixtas. Más tarde, ese año, participó en la comedia negra Dom Hemingway junto con Jude Law.

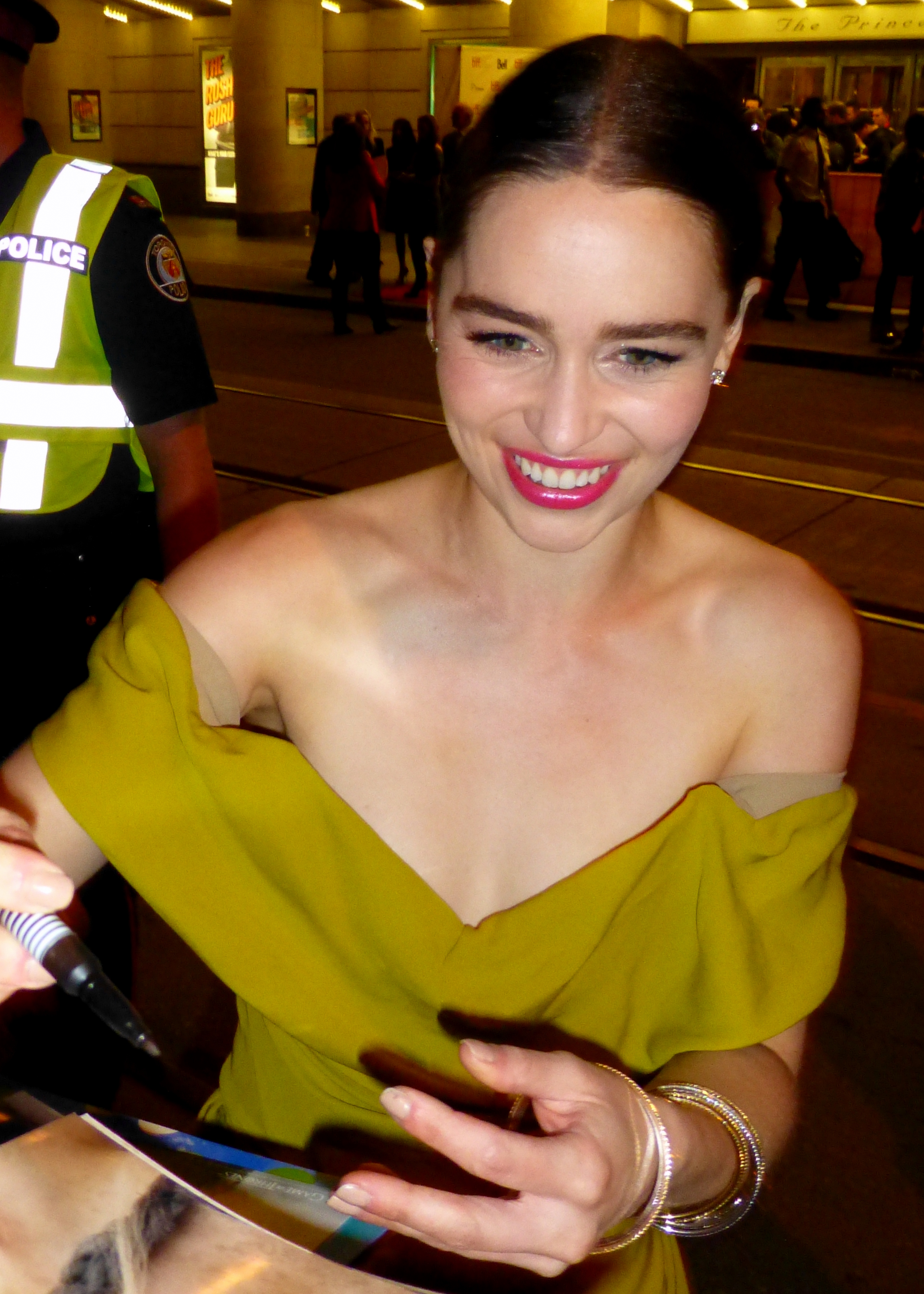
Clarke en el estreno de Dom Hemingway, Festival de Cine de Toronto de 2013.

En mayo de 2013, obtuvo un papel en la adaptación cinematográfica de The Garden of Last Days, con James Franco como director y protagonista. Sin embargo, Franco abandonó el proyecto semanas antes del rodaje debido a diferencias con el distribuidor. En ese mismo año, interpretó a Sarah Connor en Terminator Génesis, junto con Arnold Schwarzenegger, Jai Courtney y Jason Clarke. Aunque la crítica no fue favorable, la película recaudó más de 440 millones de dólares a nivel mundial. Su actuación le valió nominaciones a los premios Teen Choice y Júpiter.
En 2016, protagonizó Me Before You junto con Sam Claflin, adaptación del éxito literario homónimo dirigida por Thea Sharrock. A pesar de críticas dispares, la película recaudó 200 millones de dólares y les valió nominaciones a premios como el Teen Choice y el MTV Television Tearjerker. Ese mismo año, encabezó el suspenso psicológico Voice from the Stone, estrenado en abril de 2017 con un lanzamiento limitado.
En noviembre de 2016, interpretó a Qi'ra en Han Solo: una historia de Star Wars, dirigida por Ron Howard y estrenada en mayo de 2018. Qi'ra, amiga de la infancia y primer amor de Han Solo, tiene un papel clave en los orígenes del personaje. Aunque fue la segunda película menos taquillera de la saga Star Wars, recibió críticas mayormente favorables y su actuación se destacó.
Más tarde, protagonizó Above Suspicion junto con Jack Huston, un thriller basado en la novela de Joe Sharkey que se presentó en el Festival de Cannes de 2016. Su actuación recibió elogios a pesar de problemas de distribución que facilitaron la piratería.En una entrevista de 2019, Clarke reveló que rechazó el papel de Anastasia Steele en Cincuenta sombras de Grey por las escenas de desnudo exigidas. A finales de 2019, protagonizó la comedia romántica Last Christmas junto con Henry Golding. Para la película, escrita por Emma Thompson y dirigida por Paul Feig, Clarke se inspiró en el personaje de Will Ferrell en Elf. Aunque la crítica fue desfavorable, su actuación recibió elogios y la película recaudó más de 121 millones de dólares.
En 2020, interpretó a Nina en The Seagull de Antón Chéjov, presentada en el Playhouse Theatre del West End bajo la dirección de Jamie Lloyd. La pandemia de COVID-19 interrumpió las funciones tras unos días, pero la obra se reanudó en 2022 y se transmitió internacionalmente por National Theatre Live. Su interpretación fue descrita como «magnética» y «indudablemente carismática». En 2021, Clarke lanzó el primer cómic de su serie M.O.M.: Mother of Madness, que coescribió junto a Marguerite Bennett.

#### 2022–presente
En 2022, Clarke dio voz a un personaje principal en la película animada The Amazing Maurice, basada en la novela El asombroso Mauricio y sus roedores sabios, de Terry Pratchett. El filme llegó a los cines el 16 de diciembre de 2022 en el Reino Unido y el 3 de febrero de 2023 en Estados Unidos. En enero de 2023, protagonizó y produjo The Pod Generation, dirigida por Sophie Barthes y presentada en el Festival de Cine de Sundance. Clarke asumió el papel principal en la adaptación en inglés de la comedia romántica coreana The Beauty Inside, aunque hasta octubre de 2019 no se había iniciado la producción. En mayo de ese año, anunció su participación como la poeta inglesa Elizabeth Barrett en Let Me Count the Ways, bajo la dirección de Björn Runge.
En abril de 2021, se integró al elenco de Invasión secreta para Disney+, parte del Universo cinematográfico de Marvel. La serie debutó el 21 de junio de 2023. En octubre de 2021, aceptó interpretar a Jean Kerr, esposa de Joseph McCarthy, en el biopic McCarthy. Un año después, confirmó su rol como la autora irlandesa Constance Lloyd en An Ideal Wife, dirigida por Sophie Hyde.

## Filantropía
Clarke dedica su tiempo a diversas causas benéficas. En septiembre de 2011, se unió como embajadora célebre al SMA UK Trust, que financia investigaciones sobre la atrofia muscular espinal. En agosto de 2017, comenzó a patrocinar Open Door Council, una organización que facilita el acceso de jóvenes a audiciones en escuelas de teatro. Durante la Gala Benéfica de Sean Penn en 2018, ofreció la experiencia de ver un episodio de Game of Thrones a su lado, lo que permitió recaudar más de 120 000 dólares para organizaciones de ayuda en desastres y J/P HRO. En febrero de ese año, presentó a los galardonados en los Centrepoint Awards de Londres, enfocados en reconocer el valor de jóvenes sin hogar.

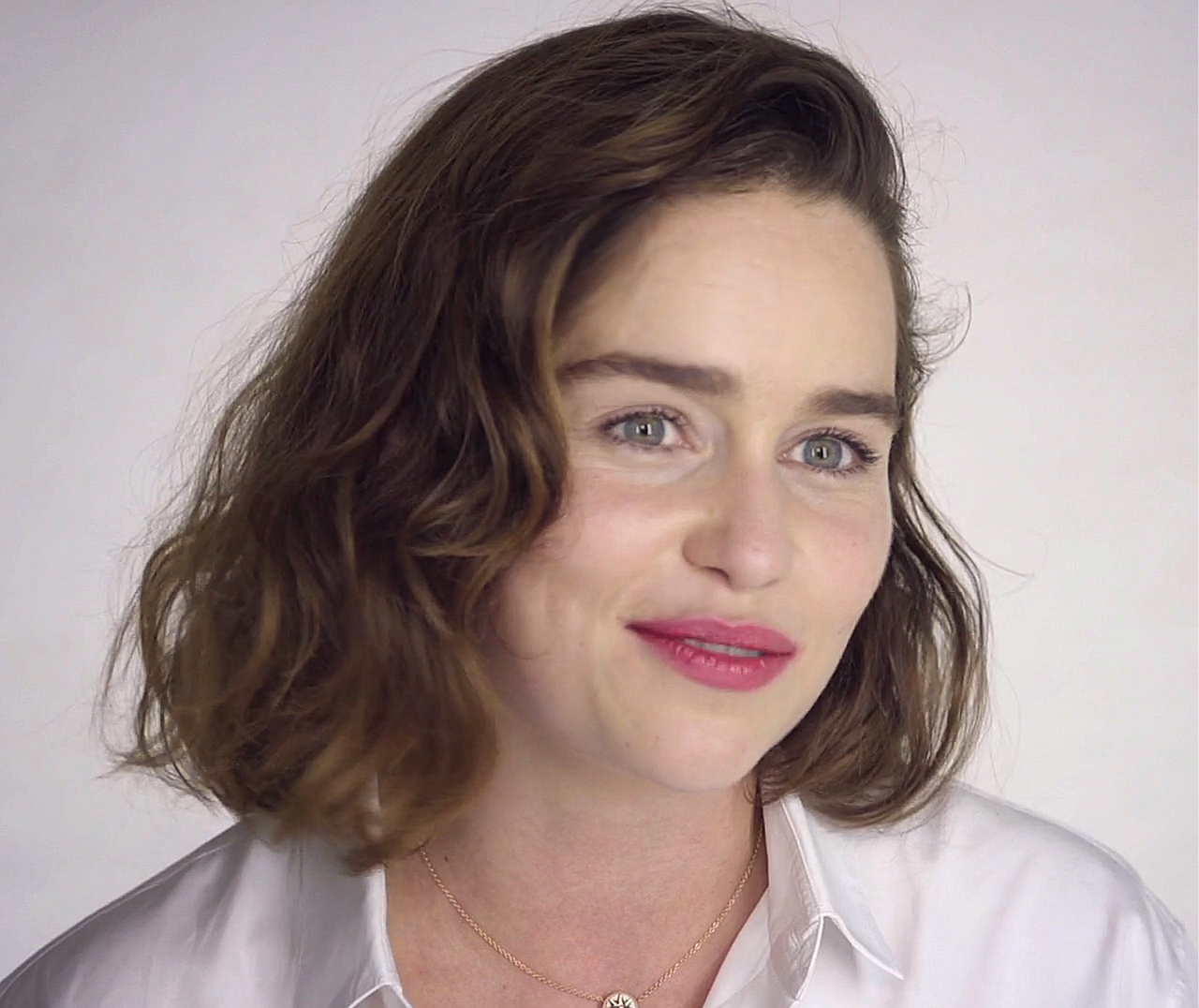
Emilia Clarke fue modelo para Dior en su promoción Roses des Vents en 2015.

En abril de 2018, asumió el rol de embajadora exclusiva del Royal College of Nursing (RCN) para impulsar una mayor inversión en enfermería, corregir ideas erróneas sobre la profesión y enfrentar problemas como la escasez de personal en formación y activo. Clarke apoyó la iniciativa Time's Up, que denuncia el acoso y la discriminación de género en el ámbito laboral. En agosto de 2018, participó en el cortometraje Leading Lady Parts junto con Gemma Arterton, Lena Headey y Tom Hiddleston, una crítica a la desigualdad de género en los procesos de casting dentro de la industria cinematográfica.
En 2019, tras compartir su experiencia con aneurismas cerebrales, creó SameYou, una organización enfocada en mejorar el acceso a la neurorrehabilitación para jóvenes con lesiones cerebrales o accidentes cerebrovasculares. El 26 de septiembre de ese año, organizó una transmisión en vivo con el youtuber Jacksepticeye, lo que permitió reunir más de 200 000 libras para la fundación.Además, los fanáticos de Game of Thrones impulsaron la campaña «Justicia por Daenerys», que recaudó más de 83 000 libras para SameYou. En 2020, la Fundación Americana del Cerebro la distinguió con el premio «Liderazgo público en neurología» por su labor en la concienciación sobre la neurorrehabilitación. En los New Year Honours de 2024, Clarke y su madre, Jennifer Clarke, obtuvieron la distinción de Miembros de la Orden del Imperio Británico (MBE) por su trabajo con SameYou. El príncipe Guillermo de Gales entregó la insignia el 21 de febrero de 2024 en el Castillo de Windsor.
En abril de 2020, lanzó una campaña para reunir fondos destinados al fondo COVID-19 de SameYou, con una meta de 250 000 libras. Este proyecto apoyó al Spaulding Rehabilitation Hospital en Boston y al University College Hospital en Londres, mediante la creación de una clínica de rehabilitación virtual que permitió liberar camas para pacientes con coronavirus. Organizó también una serie de recitales de poesía en Instagram, inspirados en la colección The Poetry Pharmacy: Tried-and-True Prescriptions for the Heart, Mind and Soul, en los que otros artistas colaboraron y dedicaron cada entrega a una causa benéfica específica. En septiembre de 2020, participó en una lectura virtual de Vidas privadas, de Noël Coward, junto con Emma Thompson, Sanjeev Bhaskar y Robert Lindsay. Los ingresos se destinaron a un fondo de ayuda para trabajadores del teatro afectados económicamente por la pandemia.

## Vida privada e imagen pública
Clarke reside en el distrito londinense de Islington. Durante un tiempo, también tuvo una casa en Venice Beach, Los Ángeles, que compró en 2016 y vendió en diciembre de 2020. Entre 2012 y 2013, mantuvo una relación con Seth MacFarlane.
En una entrevista de 2013 con Allure, Clarke mencionó que su madre le imponía reglas estrictas mientras crecía: «No consumas drogas, no tengas relaciones sexuales y no toques tus cejas». Además, contó que sufrió acoso escolar debido a sus «cejas ridículas». Su padre, una figura clave en su vida, falleció en 2016 a causa de un cáncer. La actriz recordó: «Mi padre siempre me decía: “Nunca confíes en alguien cuya televisión sea más grande que su estantería de libros”». En un ensayo para The New Yorker en 2019, reveló que en febrero de 2011 sufrió una hemorragia subaracnoidea causada por un aneurisma roto. Fue sometida a una cirugía urgente de embolización y luego padeció afasia, al punto de no poder decir su nombre. En 2013, le trataron un segundo aneurisma.
En 2015, Esquire la nombró «Mujer más sexy del mundo» y recibió el premio a la «Mujer del año» de GQ. Apareció también en la lista de las «100 Mujeres más sexys del mundo» de FHM en 2015, 2016 y 2017, y en 2017 fue incluida en el listado de «Mejor vestidas» de Glamour. En 2023, ganó el premio a «Actriz del año» en los premios Women of the Year de Harper’s Bazaar y fue reconocida como «Estrella emergente de Hollywood» en el Festival de cine estadounidense de Deauville.
Tras finalizar el rodaje de la última temporada de Game of Thrones, Clarke se tatuó tres dragones voladores en la muñeca como tributo a su papel de Daenerys Targaryen.

### Publicidad
En 2015, la empresa de artículos de lujo Dior eligió a Clarke como imagen de la colección de joyería Rose des Vents. En 2018, Dolce & Gabbana la nombró embajadora de la fragancia «The Only One». Matteo Garrone dirigió el anuncio del perfume, con Clarke como protagonista. A comienzos de 2020, la firma de cosméticos Clinique presentó a Clarke como su primera embajadora global.

## Filmografía

### Cine
| Cine | Cine                        | Cine                                | Cine                                | Cine             | Cine                             | Cine    |
| Año  | Título                      | Título                              | Título                              | Papel            | Director                         | Ref.    |
| Año  | Título original             | Título en España                    | Título en Hispanoamérica            | Papel            | Director                         | Ref.    |
| ---- | --------------------------- | ----------------------------------- | ----------------------------------- | ---------------- | -------------------------------- | ------- |
| 2009 | Drop the Dog (Cortometraje) | Drop the Dog                        | Drop the Dog                        | Julie            | Nour Wazzi                       | [ 23 ]  |
| 2012 | Spike Island                | Spike Island                        | Spike Island                        | Sally Harris     | Mat Whitecross                   | [ 141 ] |
| 2012 | Shackled (Cortometraje)     | Shackled                            | Shackled                            | Malu             | Nour Wazzi                       | [ 142 ] |
| 2013 | Dom Hemingway               | Dom Hemingway                       | Dom Hemingway                       | Evelyn Hemingway | Richard Shepard                  | [ 143 ] |
| 2015 | Terminator Genisys          | Terminator Génesis                  | Terminator Génesis                  | Sarah Connor     | Alan Taylor                      | [ 144 ] |
| 2016 | Me Before You               | Antes de ti                         | Yo antes de ti                      | Louisa Clark     | Thea Sharrock                    | [ 145 ] |
| 2017 | Voice from the Stone        | Voces ocultas                       | Voces ocultas                       | Verena           | Eric D. Howell                   | [ 146 ] |
| 2018 | Solo: A Star Wars Story     | Han Solo: una historia de Star Wars | Han Solo: una historia de Star Wars | Qi'ra            | Ron Howard                       | [ 147 ] |
| 2019 | Last Christmas              | Last Christmas                      | Last Christmas                      | Kate             | Paul Feig                        | [ 148 ] |
| 2020 | Above Suspicion             | Bajo sospecha                       | Above Suspicion                     | Susan Smith      | Phillip Noyce                    | [ 149 ] |
| 2022 | El asombroso Mauricio       | The Amazing Maurice                 | Las aventuras de Maurice            | Malicia (voz)    | Toby Genkel y Florian Westermann | [ 150 ] |
| 2023 | The Pod Generation          | The Pod Generation                  | The Pod Generation                  | Rachel           | Sophie Barthes                   | [ 151 ] |
| 2024 | An Ideal Wife               | Una esposa ideal                    | Una esposa ideal                    | Constance Lloyd  | Sophie Hyde                      | [ 99 ]  |
| 2024 | McCarthy                    | McCarthy                            | McCarthy                            | Jean-Kerr        | Václav Marhoul                   | [ 98 ]  |
| 2025 | The Twits                   | The Twits                           | The Twits                           | Desconocido      | Phil Johnston                    | [ 152 ] |
|      |                             |                                     |                                     |                  |                                  |         |

### Televisión
| Televisión | Televisión          | Televisión         | Televisión     | Televisión                                 | Televisión |
| Año        | Serie               | Papel              | Cadena         | Notas                                      | Ref.       |
| ---------- | ------------------- | ------------------ | -------------- | ------------------------------------------ | ---------- |
| 2009       | Doctors             | Saskia Mayer       | BBC One        | Episodio: «Empty Nest»                     | [ 153 ]    |
| 2010       | Triassic Attack     | Savannah Roundtree | Syfy           | Película para televisión                   | [ 154 ]    |
| 2011-2019  | Game of Thrones     | Daenerys Targaryen | HBO            | Elenco principal                           | [ 155 ]    |
| 2013       | Futurama            | Marianne (voz)     | Comedy Central | Episodio: «Stench and Stenchibility»       | [ 156 ]    |
| 2016       | Robot Chicken       | Bridget (voz)      | Adult Swim     | Episodio: «Joel Hurwitz Returns»           | [ 157 ]    |
| 2017       | Animals             | Lumpy (voz)        | HBO            | Episodio: «Rats.»                          | [ 158 ]    |
| 2017       | Thunderbirds Are Go | Doyle (voz)        | ITV            | Episodio: «Rigged for Disaster»            | [ 159 ]    |
| 2019       | Saturday Night Live | Ella misma         | NBC            | Episodio: «Kit Harington / Sara Bareilles» | [ 160 ]    |
| 2023       | Secret Invasion     | G'iah              | Disney+        | Elenco principal                           | [ 161 ]    |

### Discografía
| 2013 | Dom Hemingway | Fisherman's Blues | [ 162 ] |

### Videojuegos
| 2015 | Game of Thrones | Daenerys Targaryen | [ 163 ] |

### Teatro
| 2013 | Breakfast at Tiffany's | Holly Golightly            | Teatro Cort               | [ 164 ] |
| 2020 | Private Lives          | Sybil                      | Lockdown Theatre Festival | [ 165 ] |
| 2020 | The Seagull            | Nina Mijailovna Zarechnaya | Playhouse Theatre         | [ 166 ] |

## Premios y nominaciones
Clarke ha recibido numerosos premios a lo largo de su carrera. Fue nominada a cuatro Primetime Emmy, incluyendo el de «Mejor actriz principal en una serie dramática» en 2019, por su papel en Game of Thrones. También obtuvo varias nominaciones a los Critics' Choice Awards, la más reciente en 2018. En 2018, ganó el Premio Britannia de la BAFTA como «Artista británica del año» y se unió a la Academia de Artes y Ciencias Cinematográficas. Un año después, la revista Time la incluyó en su lista de las 100 personas más influyentes del mundo. Clarke destaca además por su labor altruista. En 2019, ganó un Premio Shorty por un video que promovía su organización benéfica SameYou y el Royal College of Nursing.
| Año  | Premio                           | Categoría                                                          | Trabajo            | Resultado | Ref.    |
| ---- | -------------------------------- | ------------------------------------------------------------------ | ------------------ | --------- | ------- |
| 2011 | Premios Scream                   | Breakout Performance - Mujer                                       | Game of Thrones    | Ganadora  | [ 173 ] |
| 2011 | Premios Scream                   | Mejor reparto (Compartido con el elenco)                           | Game of Thrones    | Nominada  | [ 173 ] |
| 2012 | Premios Gracie                   | Mejor actriz destacada en ascenso en una serie de drama o especial | Game of Thrones    | Ganadora  | [ 174 ] |
| 2012 | Premios del Sindicato de Actores | Mejor reparto de televisión - Drama (Compartido con el elenco)     | Game of Thrones    | Nominada  | [ 175 ] |
| 2012 | Premios Ninfa de Oro             | Mejor actriz en una serie dramática                                | Game of Thrones    | Nominada  | [ 176 ] |
| 2013 | Premios de la Crítica Televisiva | Mejor actriz de reparto - Drama                                    | Game of Thrones    | Nominada  | [ 177 ] |
| 2013 | Premios Primetime Emmy           | Mejor actriz de reparto - Serie dramática                          | Game of Thrones    | Nominada  | [ 178 ] |
| 2013 | Premios Satellite                | Mejor actriz de reparto - Serie, miniserie, o cine y televisión    | Game of Thrones    | Nominada  | [ 179 ] |
| 2014 | People's Choice Awards           | Actriz de ciencia ficción y fantasía favorita                      | Game of Thrones    | Nominada  | [ 180 ] |
| 2014 | Premios del Sindicato de Actores | Mejor reparto de televisión - Drama (Compartido con el elenco)     | Game of Thrones    | Nominada  | [ 181 ] |
| 2014 | Young Hollywood Awards           | Actor/actriz favorito/a de los fanes                               | Game of Thrones    | Nominada  | [ 182 ] |
| 2015 | Premios del Sindicato de Actores | Mejor reparto de televisión - Drama (Compartido con el elenco)     | Game of Thrones    | Nominada  | [ 183 ] |
| 2015 | Premios Empire                   | Empire Hero Award (Compartido con el elenco)                       | Game of Thrones    | Ganadora  | [ 184 ] |
| 2015 | Premios Saturn                   | Mejor actriz de reparto en televisión                              | Game of Thrones    | Nominada  | [ 185 ] |
| 2015 | Teen Choice Awards               | Estrella de Película del Verano: Mujer                             | Terminator Génesis | Nominada  | [ 186 ] |
| 2015 | Premios Primetime Emmy           | Mejor actriz de reparto - Serie dramática                          | Game of Thrones    | Nominada  | [ 178 ] |
| 2016 | People's Choice Awards           | Actriz de serie de ciencia ficción y fantasía favorita             | Game of Thrones    | Nominada  | [ 187 ] |
| 2016 | Premios del Sindicato de Actores | Mejor reparto de televisión - Drama (Compartido con el elenco)     | Game of Thrones    | Nominada  | [ 188 ] |
| 2016 | Premios Júpiter                  | Mejor actriz Internacional                                         | Terminator Génesis | Nominada  | [ 189 ] |
| 2016 | Teen Choice Awards               | Mejor beso (Compartido junto a Sam Claflin)                        | Me Before You      | Nominada  | [ 190 ] |
| 2016 | Premios Primetime Emmy           | Mejor actriz de reparto - Serie dramática                          | Game of Thrones    | Nominada  | [ 178 ] |